# Mîndra
Koordinaten: 47° 19′ N, 28° 16′ O
Mîndra ist ein Dorf in der Republik Moldau.
Der Ort liegt im Rajon Călărași und hat 803 Einwohner.
Im Ort befindet sich eine dem hl. Demetrios von Thessaloniki gewidmete Holzkirche. Sie ist als Bau- und Kunstdenkmal von nationaler Bedeutung eingestuft. Ursprünglich wurde die Kirche 1927 im ebenfalls in Călărași liegenden Ort Rădeni errichtet und später nach Mîndra verlegt. Sie besteht aus Eichenholz, hat einen rechteckigen Grundriss, eine Veranda und einem Glockenturm.

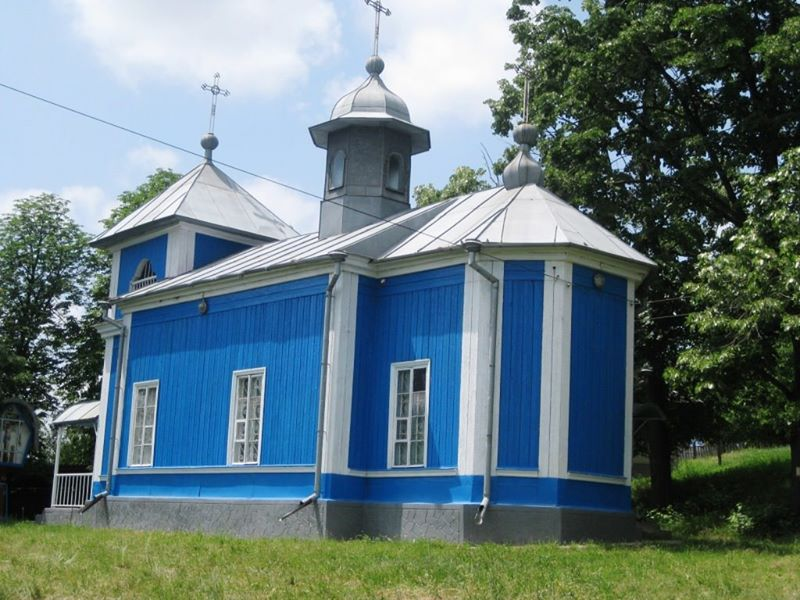
Holzkirche „Sfîntul Dumitru“ in Mîndra

## Söhne und Töchter des Ortes
- Anatoli Kutscherena (* 1960), russischer Rechtsanwalt